# الأدوار
الأدوار فی الموسیقی که با نام کوتاه‌شدهٔ الأدوار نیز شناخته می‌شود، رساله‌ای است در مورد موسیقی، نوشتهٔ صفی‌الدین ارموی موسیقی‌دان برجستهٔ قرن هفتم هجری. در این رساله، ارموی تئوری موسیقی را با استفاده از نظریهٔ ادوار شرح داده‌است. وی همچنین نحوهٔ کوک‌کردن سازهایی مثل عود را توضیح داده‌است. بعد از آثار ابن سینا و ابن زیله، این رساله را «قدیمی‌ترین کتاب موجود دربارهٔ نظریهٔ علمی موسیقی ایرانی» دانسته‌اند.
الأدوار یکی از آثار شاخص مکتب منتظمیه دانسته می‌شود. در این اثر، ارموی موقعیت نت‌های موسیقی را با کمک فواصل چهارم درست و پنجم درست شرح می‌دهد، و توضیح می‌دهد که چه‌طور با ترکیب کردن اقسام خاصی از این فواصل می‌تواند یک اکتاو (یا دور) به دست آورد که صدایی ملایم و خوشایند داشته باشد. وی سپس نحوهٔ کوک کردن ساز را شرح می‌دهد، و به توضیح دوازده دور مشهور (که همان مقام‌های موسیقی قدیم هستند) می‌پردازد. وی سپس به روش‌های متفاوت کوک ساز و معرفی ضرب‌آهنگ‌های مختلف می‌پردازد و در انتها با اشاره به تأثیر موسیقی بر انسان، روش نوازندگی را شرح داده و چند نمونه از قطعه‌های موسیقی زمان خودش را نیز ارائه می‌کند.
ارموی الأدوار را به زبان عربی نوشته‌است و در آن از نت‌نویسی ابجد استفاده کرده‌است. ارموی در نگارش الأدوار تلاش کرده که متن را مختصر و مفید نگاه دارد، لذا پس از او افراد مختلفی بر الأدوار شرح نوشته‌اند، از جمله عبدالقادر مراغه‌ای که آن را به فارسی ترجمه کرده و به‌طور مبسوط به تجزیه و تحلیل آن پرداخته‌است. از الأدوار نسخه‌های متعددی موجود است که در کشورهای مختلفی نگهداری می‌شوند؛ قدیمی‌ترین آن‌ها نسخه‌ای است که مورخ ۶۳۳ ه‍.ق است در کتابخانه‌ای در استانبول نگهداری می‌شود. برخی از محققین معاصر این رساله را از نظر ناهماهنگی‌های محاسباتی که در آن وجود دارد مورد نقد قرار داده‌اند.

## تاریخچه
اکثر رسالات قرون میانهٔ اسلامی در زمینهٔ موسیقی، در مکتب منتظمیه نوشته شده‌اند که سبکی از تشریح ادوار بود که بر پایهٔ نظریات صفی‌الدین ارموی (۶۱۳ق/۱۲۱۱م، ارومیه - ۶۹۳ق/۱۲۹۴م، بغداد) در اواخر قرن هفتم هجری شکل گرفت. موسیقی‌دانان شاخص موسیقی کهن ایران نظیر فارابی، ابن سینا، صفی‌الدین ارموی و عبدالقادر مراغی همگی تئوری موسیقی را با استفاده از ادوار شرح داده‌اند؛ برخی از موسیقی‌دانان معاصر نظیر داریوش صفوت، مهدی برکشلی و تقی بینش نیز دیدگاه این نظریه‌پردازان کهن را شرح داده‌اند.
در نظریهٔ ادوار، موقعیت نت‌ها و ساختار مُدال موسیقی به کمک فواصل چهارم درست (ذی‌الاربع) و پنجم درست (ذی‌الخمس) توضیح داده می‌شود (ر. ک. بخش دانگ‌ها). اما تعاریف و جزئیات این دانگ‌ها در طول زمان تغییر یافته‌است. برای مثال خیام نیشابوری در رسالهٔ موسیقی‌اش که تنها بخش‌هایی از آن به جا مانده، در بخشی تحت عنوان «القول علی اجناس الذی بالاربعه» از ۲۱ نوع ذی‌الاربع نام برده‌است. امروزه نظریهٔ ادوار بیشتر بر اساس دیدگاه صفی‌الدین ارموی و متأثرانش (نظیر عبدالقادر مراغه‌ای) شناخته می‌شود که هر دو هفت دانگ ذی‌الاربع را برمی‌شمارند و تعداد دانگ‌های ذی‌الخمس را هم دوازده یا سیزده عدد می‌دانند.
ارموی رسالهٔ الأدوار را مطابق سنت زمان خودش به زبان عربی نوشته‌است. البته عربی زبان اول ارموی نبوده و زبان مادری او احتمالاً فارسی یا ترکی بوده‌است. برخی از گزارش‌ها از زندگی صفی‌الدین، که مبتنی بر گفته‌های خود او هستند، حاکی از آنند که وی از کودکی به بغداد رفته‌است که یعنی این رساله را باید در بغداد نوشته باشد. اما بر اساس روایتی دیگر که ابن فضل‌الله عمری آورده و نیز با توجه به ساختار زبانی رساله (که با قواعد عربی کهن مطابقت ندارد) چنین برداشت می‌شود که وی رساله را قبل از مهاجرتش در میانسالی به بغداد، نگاشته‌است. از نسخه خطی این رساله که در ۷۳۴ ه‍.ق نگارش شده و در کتابخانهٔ دانشگاه آکسفورد (به شمارهٔ ۵۲۱) نگهداری می‌شود، چنین برمی‌آید که ارموی الأدوار را زمانی که در دربار مستعصم صاحب جایگاه بود به درخواست خواجه نصیرالدین طوسی (دانشمند معروف ایرانی، درگذشتهٔ ۶۷۲ ه‍.ق) نگاشته‌است. اگرچه این نسخه توسط یکی از بهترین شاگردان ارموی (شمس‌الدین احمد بن یحیی سهروردی) نگاشته شده، از آنجا که این نکته فقط در یکی از نسخه‌های خطی ذکر شده، در مورد آن قطعیت وجود ندارد؛ با این حال، چون خواجه نصیرالدین طوسی به موسیقی آشنا بوده و صفی‌الدین ارموی هم‌دورهٔ او بوده و در دربار هلاکو خان با وی در ارتباط بوده‌است، چنین امری محتمل به نظر می‌رسد. احتمالاً رسالهٔ الأدوار کتابی درسی بوده یا دست کم با کمی تغییر توسط آموزگاران استفاده می‌شده‌است، چرا که عبدالقادر مراغی در یکی از آثار خود از کسانی از این دست که الأدوار را شرح می‌داده‌اند یاد کرده‌است.

### نام
نام این رساله در نسخه‌های مختلف آن به شکل‌های مختلفی نگاشته شده‌است. در نسخه‌ای که در مجموعهٔ فاتح از کتابخانه سلیمانیه نگهداری می‌شود سه عنوان مختلف برای آن ذکر شده که عبارتند از «کتاب الأدوار»، «کتاب الأدوار فی التألیف» و «کتاب الأدوار فی علم التألیف». در بسیاری از نسخه‌های دیگر، واژهٔ «تألیف» در عنوان اثر نیامده‌است. در نسخهٔ کتابخانهٔ راغب پاشا در ترکیه نام اثر «رساله الأدوار فی الموسیقی» آمده‌است که بسیار شبیه به نام نسخه‌ای است که در کتابخانهٔ بریتانیا نگهداری می‌شود («کتاب الأدوار فی الموسیقی») نکتهٔ قابل توجه آن که لفظ «موسیقی» در متن رساله استفاده نشده‌است. در نسخه‌های دیگر عناوین دیگری همچون «الأدوار و ایقاع»، «الأدوار فی معرفة النغم و نسبت ابعاد و ادوار ایقاع»، «الأدوار فی معرفة نغم و الأوتار»،  و «الأدوار فی حل الأوتار» هم به کار رفته‌است. این کتاب به نام‌های «الأدوار فی معرفة نغم و الأدوار» و «مختصر فی معرفه نغم» نیز شناخته می‌شود اما از آنجا که در قدیمی‌ترین نسخهٔ موجود (نسخهٔ کتابخانه نور عثمانیه در استانبول) نام آن به صورت الأدوار فی الموسیقی آمده، اطلاق این نام به آن صحیح‌تر به نظر می‌رسد.

## محتوا

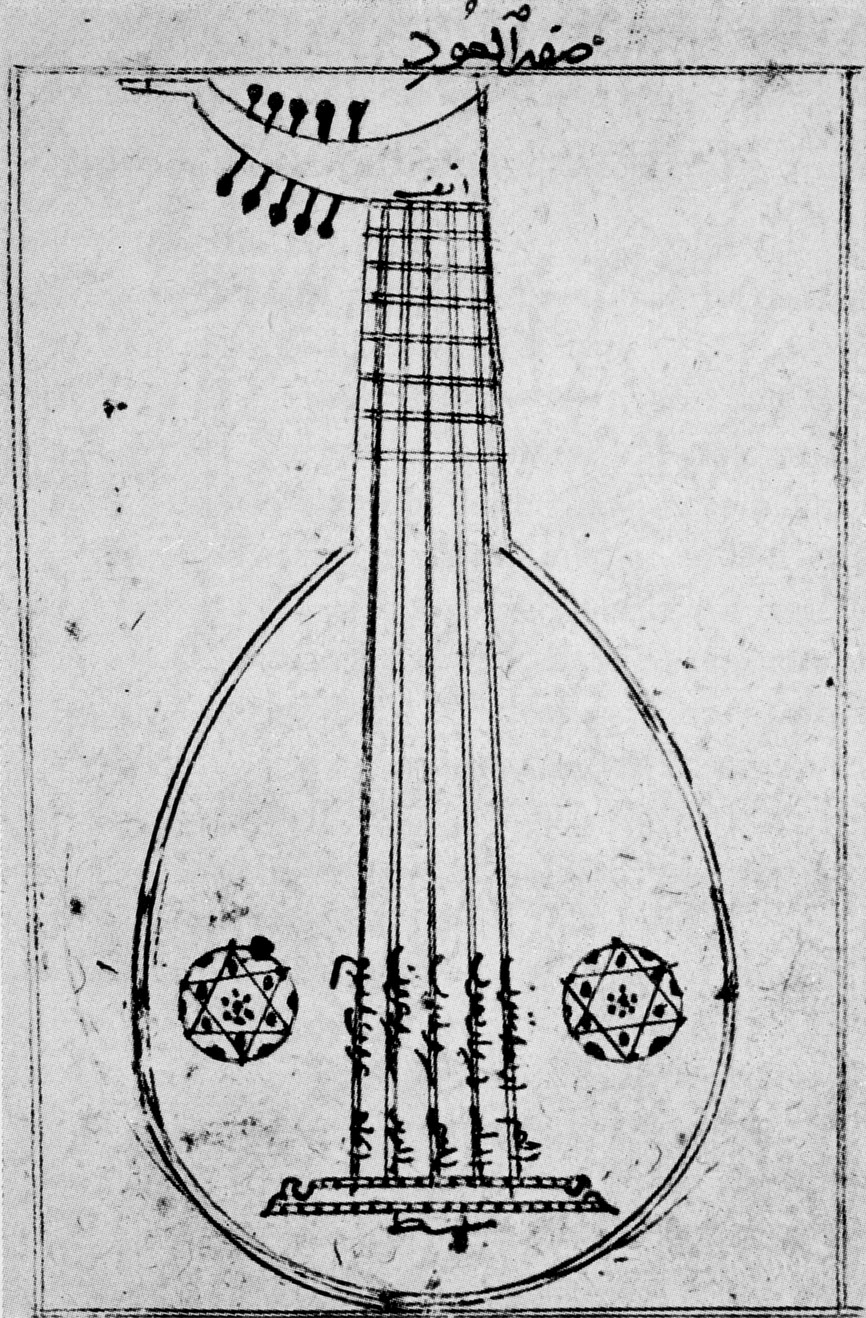
نقاشی از ساز عود توسط صفی‌الدین ارموی در رسالهٔ الأدوار مورخ ۱۳۳۳ م.؛ قدیمی‌ترین نسخه‌ای الأدوار مورخ ۱۲۹۶ م. است.

الأدوار در ۱۵ فصل نگارش شده که محتویات آن‌ها به‌طور خلاصه به این شرح است:
- فصل ۱: در تعریف نغمه‌ها (نت‌های موسیقی)
- فصل ۲: در مورد دستان‌بندی ساز (تعیین موقعیت پرده‌های ساز)
- فصل ۳: در مورد نسبت‌هایی که در فواصل موسیقی به کار می‌روند. در این فصل مفهوم ملایمت (و متضاد آن، تنافر) شرح داده می‌شود
- فصل ۴: در توضیح عواملی که باعث تنافر می‌شود
- فصل ۵: در مورد نحوهٔ ساختن فواصل ملایم و خوشایند
- فصل ۶: در مورد نحوهٔ ساختن دوایر (گام‌های موسیقی)
- فصل ۷: در مورد کوک سیم‌های ساز (اصطخاب وترین)
- فصل ۸: در توصیف ساز عود
- فصل ۹: در ذکر نام ادوار مشهور
- فصل ۱۰: در مورد نغمه‌های مشترک بین ادوار مختلف
- فصل ۱۱: در مورد طبقات ادوار (تعریف هر یک از ادوار با شروع از نغمه‌ای به جز نغمهٔ اصلی آن دور)
- فصل ۱۲: در مورد کوک‌های متفاوت سیم‌های ساز (اصطخاب الغیر المعهود)
- فصل ۱۳: در مورد ضرب‌آهنگ (ایقاع)
- فصل ۱۴: در مورد تأثیر موسیقی بر انسان
- فصل ۱۵: اشاره به روش نوازندگی، و ذکر نمونه‌هایی از قطعه‌های موسیقی

### نت‌نویسی
ارموی در الأدوار از حروف ابجد برای نشان دادن نغمه‌ها (نت‌های موسیقی) استفاده کرده‌است. نت‌نویسی به روش ابجد، از چندین سده پیش از زمان ارموی معمول بوده‌است، چنان که یعقوب بن اسحاق کندی (درگذشتهٔ ۲۶۰ ه‍.ق) در آثار خود نت‌هایی که در هر اکتاو قرار داشتند را با کمک حروف ابجد از «ا» (الف) تا «ل» نشان داده و این را در اکتاوهای بعدی هم تکرار کرده‌است، فارابی (درگذشتهٔ ۳۳۹ ه‍.ق) در اکتاو دوم به جای تکرار حروف، حرف‌های بعدی (از «م» به بعد) را استفاده کرده‌است. اولین کسی که به مفهوم عددی حروف ابجد توجه کرد و برای نت دهم به بعد، از ترکیب «یا» (ی = ۱۰ + الف = ۱)، «یب»، «یج» و ... استفاده کرد ابن زیله اصفهانی بود (درگذشتهٔ ۴۴۰ ه‍.ق). ارموی هم از همین روش ابن زیله استفاده کرده‌است، و در مجموع از هجده نشان (برای هفده نت در هر اکتاو، به اضافه تکرار نت اول در فاصلهٔ یک اکتاو بالاتر) استفاده کرده که نت آخر در این روش «یح» نام می‌گرفت. پس از «یح» نت‌های دیگری نیز در الأدوار تعریف شده (به ترتیب یط، ک، کا، کب، کج، کد و …) اما این نت‌ها مربوط به دایره نبودند. ابتدای سیم با حرف الف (مخفف «اَنف» به معنی بینی، در اینجا به معنی شیطانک سر دستهٔ ساز)، و انتهای سیم با حرف «م» (مخفف «مشط» به معنی شانه، در اینجا به معنای خرک ساز) نشان داده شده، و موقعیت تمام پرده‌های دیگر روی دستهٔ ساز عود، با استفاده از محاسباتی نشانه‌گذاری می‌شد، که به این نشانه‌ها «دستان» گفته شده‌است.
در این رساله، ارموی هر گام موسیقی را شامل ۱۷ پرده دانسته که فواصل آن در اصل با روشی که توسط فیثاغورث تعریف شده بود محاسبه می‌شود جز آن که فواصل دیگری (که در محاسبات فیثاغورث نبود و مختص موسیقی اسلامی-ایرانی است) نیز در این روش محاسبه و تعدیل شده‌اند.

### فواصل موسیقی
فصل سوم رساله با عنوان «فی نسب الأبعاد» (در باب نسبت فاصله‌های موسیقی) یکی از مهم‌ترین فصل‌های آن به‌شمار می‌رود. در این فصل ارموی نسبت‌های ریاضی که بین فواصل موسیقی رایج در زمان خود وجود دارد را شرح داده‌است. آنچه قابل توجه است آن است که در این زمان مفهوم بسامد شناخته نشده بود و امکان اندازه‌گیری میزان ارتعاش‌های سیم ساز وجود نداشت، و آنچه برای توصیف فواصل موسیقایی استفاده می‌شود فاصلهٔ طولی پرده‌های ساز از یکدیگر بود. نکتهٔ دیگری که قابل توجه است آن است که این فواصل با کمک ساز عود توضیح شده‌اند که اساساً سازی بدون پرده‌است و موقعیت انگشتان روی آن آزاد است. استفاده از عود برای این هدف قابل انتظار است چرا که در آن دوران عود را پس از حنجرهٔ انسان، کامل‌ترین ساز می‌دانستند و نه فقط سازهای زهی بلکه حتی سازهای بادی و دیگر آلات موسیقی را نیز بر مبنای آن می‌سنجیدند.
با تحلیل آنچه در رسالهٔ الأدوار برای توصیف فواصل موسیقی آمده و تبدیلشان به نسبت‌های ریاضی، چند نسبت اصلی مشخص می‌شود: ذی‌الکُل (اکتاو) با نسبت ۲:۱، ذی‌الخَمس (پنجم درست) با نسبت ۳:۲، ذی‌الاَربَع (چهارم درست) با نسبت ۴:۳، طَنینی (با مخفف «ط»، معادل دوم بزرگ یا یک پرده) با نسبت ۹:۸، مُجَنَّب (با مخفف «ج‍»، معادل دوم نیم‌بزرگ یا حدوداً سه ربع پرده) با نسبت ۱۰:۹، و بقیه (با مخفف «ب»، معادل دوم کوچک) با نسبت ۲۰:۱۹.
ارموی در فصل پنجم رساله توضیح می‌دهد که چگونه با ترکیب کردن فواصل کوچکتر (نظیر طنینی، مجنب و بقیه) می‌توان فواصل بزرگتر (نظیر ذی‌الخمس و ذی‌الاربع) را ساخت. او از لفظ «ملایم» و «متنافر» برای توصیف فواصل مطبوع و نامطبوع استفاده می‌کند و قواعدی را شرح می‌دهد که با کمک آن می‌توان ترکیبی ملایم از فواصل کوچکتر در کنار هم ایجاد کرد. سپس او ۷ قِسم (۷ نوع) ذی‌الاربع و ۱۲ قسم ذی‌الخمس که ملایم هستند را توضیح می‌دهد. در فصل ششم رساله نیز وی توضیح می‌دهد که با کنار هم نهادن یک ذی‌الاربع و یک ذی‌الخمس، می‌توان یک ذی‌الکل (اکتاو کامل) یا یک دایرهٔ کامل به دست آورد. ارموی همچنین به وجود یک «قسم سیزدهم» از ذی‌الخمس‌ها اشاره می‌کند اما آن را توصیف نمی‌کند. بعدها عبدالقادر مراغی در جامع الالحان چنین نوشته که این قسم سیزدهم به دلیل «سهل» بودن استخراجش، به خواننده واگذار شده‌است («موقوف طلب طلبه» شده‌است).

### توصیف و کوک ساز عود
ارموی در این رساله به توصیف ساز عود می‌پردازد. این ساز در دورهٔ ارموی از کارایی و شهرت بسیاری برخوردار بود و دیگران نیز در رساله‌های خود به آن پرداخته‌اند، از جمل ابن سینا در کتاب شفا و ابن زیله در رسالهٔ الکافی فی الموسیقی. ارموی در الأدوار از روش اصابع (انگشتان) برای توصیف نحوهٔ نواختن ساز عود استفاده می‌کند، یعنی موقعیت انگشتان نوازنده روی دستهٔ ساز را برای اجرای هر یک از نت‌ها و فواصل توضیح می‌دهد. وی همچنین نحوهٔ کوک کردن ساز عود را نیز توضیح می‌دهد اگرچه می‌گوید که برای نوازندگان مبتدی کوک کردن ساز در عمل دشوارتر از چیزی است که توضیح داده‌است. وی همچنین در فصل ۱۲ رساله، به کوک‌های «غیر معهود» (کوک‌هایی به جز کوک اصلی ساز عود) اشاره می‌کند؛ این کوک‌ها را می‌توان تا حدی شبیه به «چپ‌کوک» در تار و سه‌تار، یا کوک‌های ابتکاری دیگر دانست.

### معرفی ادوار و آوازها
ارموی با ترکیب ۷ ذی‌الاربع و ۱۲ ذی‌الخمس ملایمی که پیشتر شرح داده بود، ۸۴ دایره به دست می‌آورد اما اشاره می‌کند که از بین این ۸۴ دایره، ۱۲ دایره ملایم‌تر هستند و آن‌ها را نام می‌برد (این دوازده دایره، در اصل همان دوازده مقام هستند و نامشان نیز با آن‌ها مطابقت دارد). او همچنین از شش آواز یا آوازه (در نسخه‌های مختلف متفاوت نگاشته شده‌است) نام می‌برد (که این‌ها نیز ۶ تا از ادوار هستند). ارموی همچنین به این نکته اشاره می‌کند که ادوار غالباً دارای نغمه‌های مشترکی هستند و این اشتراکات را نیز با کمک نمودارهایی توضیح می‌دهد. افزون بر این، ارموی اشاره می‌کند که اگرچه در تعریف اولیهٔ هر دایره، نت شروع آن مشخص شده‌است، اما می‌توان آن دایره را با شروع از نت‌های دیگر نیز به دست آورد.

### ضرب‌آهنگ
ارموی برای شرح دادن ضرب‌آهنگ (ریتم) در موسیقی، از روشی که پیش از خودش معمول بوده‌استفاده می‌کند: او از «نَقَره» (به معنای کوبش، جمع: نَقَرات) برای اندازه‌گیری کوچک‌ترین واحد ضرب استفاده می‌کند و سایر الگوهای ضربی را با استفاده از ضرباتی که چند نقره طول می‌کشند توصیف می‌کند. اصطلاحاتی که وی برای این منظور به کار می‌برد عبارتند از: «سبب ثقیل» (معادل 1
8 یا یک نت چنگ)، «سبب خفیف» (معادل 2
8 یا یک نت سیاه)، وتد (معادل 3
8 یا یک و نیم نت سیاه)، و فاصلهٔ صُغری (معادل 4
8 یا یک نت سفید). وی همچنین چندین الگوی ضربی متداول را به صورت دایره‌هایی شرح می‌دهد. در انتها او از الگویی به اسم ضرب «فاختی» نام می‌برد (که نام آن احتمالاً به فاخته اشاره دارد که نوعی پرنده شبیه به کبوتر است) و می‌گوید که این ضرب‌آهنگ به ایرانیان («عجم») اختصاص دارد اما در آن کم آهنگ ساخته‌اند. بعدها عبدالقار مراغی خود چند نوع مختلف از ضرب فاختی را شرح داده و خود نیز چند تصنیف در آن ساخته‌است.
در فصل آخر کتاب نیز، ارموی برای به خط در آوردن قطعه‌های مختلف موسیقی، در کنار تقطیع شعر آن‌ها از لحاظ هجایی، شمارهٔ نقره‌ها را نیز «بالخط الهندی» (با کمک اعداد) در زیر اجزای تقطیع شدهٔ شعر نشان داده‌است تا ضرب‌آهنگ آن قطعه را نمایش بدهد. برای ۲ نمونه از ۴ نمونه آهنگی که آورده‌است، ارموی نام آوازی که قطعه در آن است را نیز ذکر کرده‌است (یکی در «نوروز» و دیگری در «کواشت») اما تنالیته دو قطعهٔ دیگر مشخص نیست.

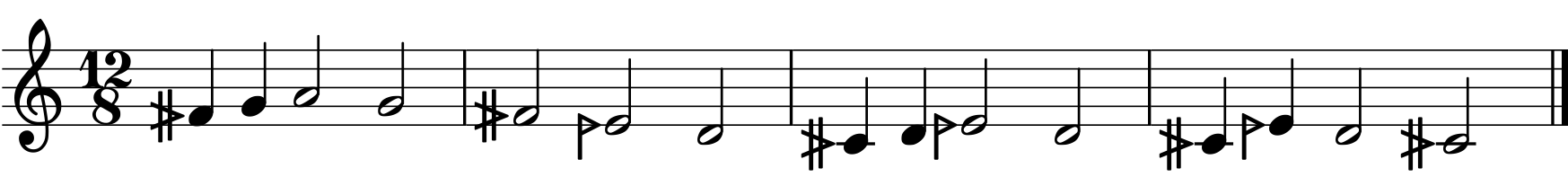
قطعهٔ «» از کتاب الأدوار، نت‌نویسی شده به روش معاصر.

## نسخه‌ها
1. نسخهٔ خطی استانبول: کتابخانهٔ نور عثمانیه، شمارهٔ ۳۶۵۳٫۴. مورخ ۶۴۴ ه‍.ق
2. نسخهٔ خطی تهران: کتابخانه ملی ایران، شمارهٔ ۱۵۵۶٫۳. مورخ ۶۹۳ ه‍.ق
3. نسخهٔ خطی قاهره: دار الکتب المصریه، شمارهٔ ۵۰۷. مورخ ۷۲۶ ه‍.ق
4. نسخهٔ خطی قاهره: دار الکتب المصریه، شمارهٔ ۴۲۸. مورخ ۷۲۷ ه‍.ق به خط عبدالکریم سهروردی
5. نسخهٔ خطی دانشگاه آکسفورد: شمارهٔ ۵۲۱. مورخ ۷۳۴ ه‍.ق به خط یوسف بن نعمان، مقابله شده با نسخهٔ شمس‌الدین سهروردی (مورخ ۷۴۶ ه‍.ق)
6. نسخهٔ خطی تهران: کتابخانهٔ ملک. مورخ ۱۳ محرم ۸۰۹ ه‍.ق

از الأدوار بیش از ۳۰ نسخهٔ خطی موجود است که ده نسخهٔ آن در ایران شناسایی شده‌اند. قدیمی‌ترین آن‌ها نسخهٔ مورخ ۶۳۳ ه‍.ق است که به خط نسخ کتابت شده و در کتابخانه نور عثمانیه در استانبول (با شمارهٔ ۳۶۵۳) نگهداری می‌شود. این نسخه، و نسخهٔ مورخ ۷۶۲ ه‍.ق به خط عبدالکریم سهروردی که در دارالکتب مصر نگهداری می‌شود، به جهت این که تاریخ تحریرشان به زمان مؤلف نزدیک‌تر است، از اعتبار بیشتری برخوردار هستند. محسن محمدی در یک مقاله ۱۲ نسخهٔ خطی از این رساله را که در ایران نگهداری می‌شود فهرست کرده و نیز ۲۶ نسخهٔ دیگر این رساله را ذکر کرده‌است که شامل نسخه‌هایی در آلمان، ایالات متحده، اتریش، ایرلند، بریتانیا، ترکیه، روسیه، عراق، فرانسه، مصر و هلند می‌شود. وی همچنین در آن مقاله توضیح می‌دهد که چرا قدیمی‌ترین نسخهٔ موجود از این رساله (نسخهٔ کتابخانه نور) بعید است توسط خود صفی‌الدین کتابت شده باشد و دلایلی را طرح می‌کند که بر اساس آن احتمالاً تاریخ نگارش آن نسخه، نه ۶۳۳ بلکه ۷۳۳ ه‍.ق است. کاوه خورابه نیز فهرستی مبسوط از نسخه‌هایی که در ایران و خارج از ایران نگهداری می‌شوند را جمع‌آوری کرده‌است.

### ترجمه‌ها
قدیمی‌ترین ترجمهٔ این رساله در سال ۷۴۶ ه‍.ق توسط عمادالدین یحیی بن احمد کاشانی و برای ابواسحاق اینجو (فرمانروای مغول که در اواخر دورهٔ ایلخانیان بر مناطقی از ایران حکمرانی می‌کرد) انجام شده‌است. قدیمی‌ترین ترجمهٔ این رساله به زبان فارسی در سال ۸۷۵ ه‍.ق توسط فتح‌الله شیروانی انجام شده‌است. میرزا محمد اسماعیل بن محمد جعفر اصفهانی نسخهٔ مفصل‌تری از این رساله را در سال ۱۲۹۶ ه‍.ق به فارسی ترجمه کرد و به میرزا آقاخان نوری (صدر اعظم ناصرالدین شاه) هدیه کرد. به گفتهٔ رئوف یکتا بی، شخصی به نام احمداوغلو شکرالله در قرن نهم هجری رسالهٔ الأدوار را به زبان ترکی ترجمه کرده و در قالب رساله‌ای با عنوان رساله من عمل الأدوار منتشر کرده‌است.
یکی از نسخه‌های خطی این رساله که با شمارهٔ ۳۶۶۲ در مجموعهٔ فاتح از کتابخانهٔ سلیمانیه نگهداری می‌شود، تفاوت‌های چشمگیری با دیگر نسخ خطی رساله دارد. در این نسخه فصل پانزدهم مفقود است، عنوان برخی فصول دیگر تفاوت دارد، و چند فصل نسخه‌های دیگر در آن یافت نمی‌شود و بالعکس. از دید اون رایت، استاد بخش موسیقی دانشگاه لندن، وجود این نسخهٔ متفاوت بر ضرورت تصحیح دقیق متن این رساله دلالت دارد.
قدیمی‌ترین ترجمهٔ الأدوار به زبان‌های اروپایی، ترجمه‌ای از قسمت‌هایی از این رساله است به زبان فرانسوی که در سال ۱۷۰۱ م. به درخواست ژوزف سووو (فیزیکدان فرانسوی، درگذشتهٔ ۱۷۱۶ م.) انجام و منتشر شد. این اثر زمینهٔ آشنایی اروپایی‌ها با تقسیم‌بندی هفده‌قسمتی گام در موسیقی شرقی بود. بعداً ترجمهٔ کامل‌تری از این رساله به فرانسوی منتشر شد که به درخواست گیوم آندره ویوتو (موسیقی‌شناس فرانسوی، درگذشتهٔ ۱۸۳۹ م.) انجام شده بود. در این نسخه به اشتباه از تعبیر «ثلث پرده» برای توصیف فاصله‌های موسیقی که در رسالهٔ ارموی بودند استفاده شده بود؛ تفسیری که سووو از این فاصله‌های داشت از تفسیر ویوتو دقیق‌تر بود، اگر چه ژان-بنژمن دلا برد پیش از این دو تفسیر بسیار دقیق‌تری را از فواصل ارائه شده توسط ارموی در سال ۱۷۸۰ ارائه کرده بود. روش تعریف و محاسبهٔ فواصل توسط ارموی از اواخر قرن ۱۹ میلادی مورد توجه گستردهٔ موسیقی‌شناسان غربی قرار گرفت.

### تصحیحات
افزون بر نسخه‌های خطی اصیل، چندین نسخهٔ تصحیح شده نیز از رسالهٔ الأدوار موجود است. برخی از این تصحیحات عبارتند از:
- شرح ادوار صفی‌الدین ارموی اثر سید عباس معارف که توسط انتشارات سوره مهر منتشر گردیده‌است[۴۵]
- ک‍ت‍اب الأدوار ف‍ی ال‍م‍وس‍ی‍ق‍ی که تصحیح آریو رستمی است بر ترجمهٔ فارسی این کتاب که توسط مترجمی گمنام در دورهٔ صفویه، و توسط م‍رک‍ز ن‍ش‍ر م‍ی‍راث‌ م‍ک‍ت‍وب‌ در سال ۱۳۸۰ منتشر گردیده‌است[۴۶][۴۷] این تصحیح به دلیل ناهماهنگی‌هایی که در متن آن (مثلاً در نامگذاری دورهای مختلف) وجود دارد مورد نقد بوده‌است[۴۸]
- تصحیح که حاج هاشم محمد الرجب، موسیقی‌دان عراقی، بر این رساله انجام داده و در سال ۱۹۸۰ م. توسط  دار الرشید للنشر در عراق منتشر گردیده‌است[۴۹]

## نقد
بعد از نوشته‌های ابن سینا در مورد موسیقی در کتاب شفا و آثار ابن زیله، رسالهٔ الأدوار «قدیمی‌ترین رسالهٔ موجود دربارهٔ نظریهٔ علمی موسیقی ایرانی» دانسته می‌شود. این کتاب را قدیمی‌ترین کتاب موجود دربارهٔ نظریهٔ علمی موسیقی ایرانی دانسته‌اند، و گفته شده که در تمدن اسلامی هیچ کتاب دیگری در این زمینه از نظر دفعات نسخه‌برداری و ترجمه و شرح به الأدوار ارموی نرسیده‌است.
ارموی سعی کرده‌است که این اثر را در قالب عبارات کوتاه و بنویسد و این امر جزو مزیت‌های رسالهٔ الأدوار است. اما به همین سبب، درک رسالهٔ الأدوار نیاز به شرح و توضیح بیشتر است؛ از همین رو افراد مختلفی شرح‌هایی بر این رساله نوشته‌اند، که از جملهٔ آنان می‌توان به قاضی عمادالدین یحیی بن احمد کاشانی، صیرفی تبریزی، لطف‌الله بن محمد بن محمود بن محمد بن اسعد سمرقندی (نگارش ۷۹۸ ه‍.ق)، اشاره کرد. عبدالقادر مراغی در آثارش به «شارحان ادوار» اشاره می‌کند که نشان می‌دهد این اثر بلافاصله پس از نگارشش مورد توجه بسیار بوده و توسط موسیقی‌دانان بعدی مورد شرح و توضیح بوده‌است. از دیگر ترجمه‌ها و شرح‌های قدیمی که به فارسی بر این اثر نوشته شده می‌توان به ترجمه و شرح و تفسیر ابواسحق اینجو، شرح نصرالله قاینی، شرح عبدالقادر مراغه‌ای به فارسی (به نام «زبدة الأدوار») که بعداً در تکمیل مطالب آن کتابی به نام «زواید الفواید» نیز نگاشت، شرح لطف‌الله سمرقندی، و ترجمهٔ فارسی توسط شخصی به نام محمد اسماعیل اهل اصفهان و به دستور میرزا آقاخان نوری نگارش شده‌است. کامل‌ترین این‌ها شرحی است که محمد اسماعیل بن محمد جعفر اصفهانی در سال ۱۲۹۶ ه‍.ق نوشته‌است چرا که وی به تمام شرح‌های قبلی دسترسی داشته‌است. اما شاخص‌ترین شرح بر الأدوار را عبدالقادر مراغه‌ای نوشته‌است که به چند دلیل قابل توجه است: یکی آن که رسالهٔ الأدوار را بخش‌به‌بخش تجزیه و تحلیل کرده‌است، دیگر آن که به زبان فارسی است، و دست آخر به سبب ضمیمه‌هایی که دارد . شرح‌های دیگری نیز توسط عمادالدین یحیی بن احمد کاشانی، نصرالله قاینی، و مولانا مبارک‌شاه نوشته شده‌اند. از این میان، اثر مبارک‌شاه به جهت آن که علاوه بر شرح ادوار، به بررسی آناتومی حنجرهٔ انسان نیز می‌پردازد، شاخص دانسته شده و با کتاب موسیقی کبیر فارابی مقایسه شده‌است. سایر شارحان — که مراغه‌ای تنها اسمشان را ذکر کرده‌است — عبارتند از نصرالله قائنی، جلال‌الدین فضل‌الله عبیدی، سعدالدین کوچک، و عمر تاج خراسانی.
محسن محمدی در نقدی که به رسالهٔ الأدوار وارد کرده به ناهماهنگی‌های محاسباتی برای اندازهٔ فاصلهٔ «مجنب» اشاره کرده‌است. اگرچه در محاسبات ابتدای رساله، نسبت این فاصله نزدیک به ۱۰:۹ (به‌طور دقیق‌تر، ۶۵۵۳۶:۵۹۰۴۹) به دست می‌آید، اما از بررسی دیگر فاصله‌های مجنب که در دوایر وجود دارند، دست کم یک نسبت دیگر (۲۱۸۷:۲۰۴۸ نزدیک به ۱۶:۱۵) نیز به دست می‌آید. (این نقد ۲۵ سال پیش از آن، توسط حاج هاشم محمد الرجب در شرحی که بر الأدوار نوشته شده نیز طرح شده بود.) در بخش‌های بعدی که نحوهٔ تشکیل ذی‌الاربع‌ها و ذی‌الخمس‌ها از فواصل کوچکتر (از جمله مجنب) شرح داده شده نیز، عملاً باید از هر دوی این فواصل بهره جست تا یک فاصلهٔ چهارم درست یا پنجم درست به دست بیاید. با این حال در نسخهٔ خطی رسالهٔ الأدوار که در کتابخانه دانشگاه پنسیلوانیا نگهداری می‌شود، به این اشکال اشاره شده و حتی شکلی که از ساز عود آمده نیز این مسئله به صورت پرده‌هایی که روی یک خط نیستند، نمایان است.
نقش ارموی در تألیف این رساله نیز مورد نقد بوده‌است. از آنجا که صفی‌الدین در زمان نگاشتن الأدوار تنها حدود ۲۰ سال سن داشته و با توجه به ماهیت این رساله که بیشتر توصیفی است و در آن به نظریات شخصی مؤلف اشاره نشده‌است، مشخص نیست که چقدر از این رساله زاییدهٔ نظریه‌پردازی خود صفی‌الدین است. آنچه مشخص است آن است که صفی‌الدین در زمان نگارش این رساله در کتابخانهٔ مستعصم عباسی صاحب منصب بوده و به کتاب‌های بسیاری دسترسی داشته‌است.

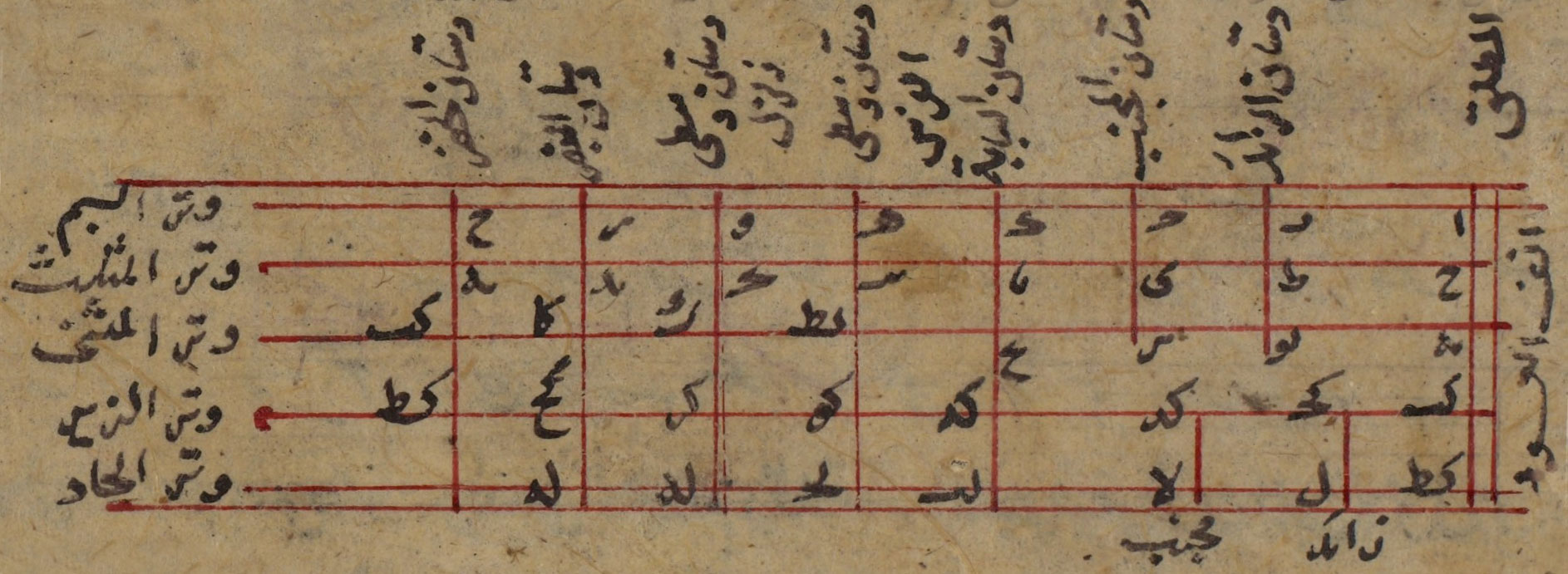
طرح موقعیت پرده‌ها برای ساز عود، در نسخه‌ای از رسالهٔ الأدوار که در کتابخانه دانشگاه پنسیلوانیا نگهداری می‌شود؛ قرار نگرفتن برخی پرده‌ها روی یک خط، تأییدی بر اشکالات محاسباتی این رساله دانسته شده‌است.

## یادداشت
1. ↑  واژهٔ تألیف در زبان عربی به معنای آهنگسازی است
2. ↑  ایقاع در زبان عربی به معنی ضرب‌آهنگ (ریتم) است.
3. ↑  اوتار جمع «وتر» است به معنای سیم ساز موسیقی.
4. ↑  Owen Wright
5. ↑  عنوان این مقاله Système général des intervalles de sons بود که در Mémoires de l’Acad Royale منتشر شد.
6. ↑  Guillaume André Villoteau
7. ↑  ممکن است با عبدالله صیرفی خوشنویس درگذشته در ۷۴۲ ه‍.ق یک نفر باشد[۵۴]